# Робер Лаффон (видавництво)
«Робе́р Лаффо́н» (фр. Éditions Robert Laffont) — французьке видавництво, засноване Робером Лаффоном у 1941 році. Його публікації та книжки розповсюджуються на територіях майже всіх франкомовних країн (здебільшого у Франції, Канаді та Бельгії). 
Вид. Робе́р Лаффо́н — є одним з найвпливовіших і найвагоміших французьких книговидавництв. Видавництво займається виданням найуспішніших як французьких, так і зарубіжних авторів.

## Видавничий профіль
Видавництво «Робер Лаффон» публікує біографії, документалістику,  художню літературу французьких та зарубіжних авторів, детективні та шпигунські романи, езотеричну літературу та знамениту щорічну енциклопедію Quid.
До видавництва Robert Laffont входять дочірні підприємства: видавництва «Жульяр» (фр. Éditions Julliard), «Сеґерс» (фр. Éditions Seghers) та «НіЛ» (фр. NiL Éditions). Вони утворюють групу видавництв і разом видають до 200 нових найменувань на рік і управляє видавничим фондом в 4 500 книг.
У 1990 році Éditions Robert Laffont було придбано французьким видавничим об'єднанням Groupe de La Cité (Presses de la Cité). А пізніше стало частиною французької групи видавничих компаній Editis.
Видання Robert Laffont щорічно з 1975 по 2007 роки опубліковувало енциклопедію Quid, але у 2008 році було оголошено про припинення цієї традиції. Причиною цього є малий обсяг продажів енциклопедії в останні роки (попит зменшився з 400 тисяч до менш ніж 100 000). Основною причиною такої ситуації вважають велику конкуренцію з інтернет-джерелами інформації, такими як, наприклад, Вікіпедія. 

## Вибрані публікації
- Diapason (Editions Robert Laffont) (1991). Словник дисків: Керівництво критикує класичну музику / Dictionnaire des disques et des compacts: Guide critique de la musique classique enregistrée.. Париж: Р. Лаффонт. ISBN 2-221-06682-0. OCLC 28100158.
- Видання Robert Laffont; Bompiani (1999). Енциклопедичний словник французької літератури / Dictionnaire encyclopédique de la littérature française. Париж: Р. Лаффонт. ISBN 2-221-08953-7. OCLC 41482549.
- Фремі, Мішель (1979). Велика ілюстрована енциклопедія Quid: все для всіх у вісімнадцяти томах з кольоровими ілюстраціями / Grand Quid illustre : tout pour tous en dix-huit volumes tout en couleurs. Париж: Р. Лаффонт. OCLC 62984148.
- Kasiki, Sophie; Guéna, Pauline (2016). Dans la nuit de Daech. Париж: Видання Robert Laffont. ISBN 978-2221190982. [4]